# Mallinella subinermis
Mallinella subinermis är en spindelart som beskrevs av Lodovico di Caporiacco 1947. Mallinella subinermis ingår i släktet Mallinella och familjen Zodariidae.
Artens utbredningsområde är Tanzania. Inga underarter finns listade i Catalogue of Life.